# Sanguem (città)
Sanguem è una città dell'India di 6.158 abitanti, situata nel distretto di Goa Sud, nello territorio federato di Goa. In base al numero di abitanti la città rientra nella classe V (da 5.000 a 9.999 persone).

## Geografia fisica
La città è situata a 15° 13' 60 N e 74° 10' 0 E e ha un'altitudine di 21 m s.l.m..

## Società

### Evoluzione demografica
Al censimento del 2001 la popolazione di Sanguem assommava a 6.158 persone, delle quali 3.124 maschi e 3.034 femmine. I bambini di età inferiore o uguale ai sei anni assommavano a 682, dei quali 374 maschi e 308 femmine. Infine, coloro che erano in grado di saper almeno leggere e scrivere erano 4.622, dei quali 2.527 maschi e 2.095 femmine.